# Кубинский дрозд-отшельник
Кубинский дрозд-отшельник, или кубинская отшельница (лат. Myadestes elisabeth), — вид воробьиных птиц из семейства дроздовых. Выделяют два подвида. Эндемик Кубы. Видовое название дано в честь королевы Кастилии и Леона Изабеллы I Кастильской (исп. Isabel I la Católica; 1451—1504).

## Описание
Кубинский дрозд-отшельник достигает длины 19—20,5 см и массы от 21,5 до 33 г. Половой диморфизм не выражен. Голова и верхние части оливково-коричневые, кроме узкого беловатого окологлазного кольца, тускло-беловатых уздечки и широкой области под усами и тёмно-коричневой полосы на скулах. Третьестепенные маховые перья, основания второстепенных маховых и края первостепенных маховых более тёплого коричневого цвета. Внешние рулевые перья беловатые. Нижняя часть тела от подбородка до подхвостья тускло-беловатая, грудь с сероватым оттенком. Надклювье черноватое, подклювье рогового цвета с тёмным кончиком; ноги желтовато-коричневые. Молодые особи похожи на взрослых, но сверху испещрены охристо-жёлтыми пятнами и полосками, грудь и бока с коричневыми пятнами.
Песня громкая, звонкая, флейтоподобная и мелодичная. Позывка короткая и свистящая. Кубинского дрозда-отшельника обычно считают самым искусным певцом в стране. 

## Биология
Кубинский дрозд-отшельник кормится, слетая с присады, чтобы поймать летающую добычу, подобрать с листьев или сорвать плоды с деревьев и кустов. Большую часть времени проводит в пологе леса, но на склонах может спускаться близко к земле. В состав рациона входят насекомые и фрукты, включая спелые плоды пальмы.
Сезон размножения продолжается с февраля по июль. Гнездо представляет собой чашечку из тонких волокон, корешков и волос, покрытую мхом и лишайником. Размещается в расщелине скалы или дупле дерева. В кладке три яйца 3, бледно-зелёного цвета с густыми коричневыми пятнами. Другой информации нет.

## Подвиды и распространение
Выделяют два подвида:
- Myadestes elisabeth elisabeth  (Lembeye, 1850) — запад и восток Кубы
- Myadestes elisabeth retrusus  Bangs & Zappey, 1905 — остров Хувентуд

На острове Куба распространение вида ограничено исключительно горами крайнего запада и крайнего востока, где он предпочитает полулистопадные и сосновые леса, часто в непосредственной близости от известняковых скал. Ранее встречался на острове Хувентуд, но теперь этот подвид считается вымершим.